# OG (esporte eletrônico)
OG é uma organização de esportes eletrônicos com origem dinamarquesa. Fundado em 2015 por Johan "N0tail" Sundstein, são mais conhecidos por sua lista de vitórias em Dota 2, incluindo duas vitórias consecutivas no The International em 2018 e 2019. A organização também possui uma equipe de Counter-Strike 2.

## História

### Dota 2

#### Fundação e sucesso inicial (2015–2017)
OG foi fundada como "(monkey) Business" [sic] pelos jogadores Tal "Fly" Aizik e Johan "N0tail" Sundstein, que eram ex-jogadores da Team Secret, junto com David "MoonMeander" Tan, Amer "Miracle-" Al-Barkawi e Andreas "Cr1t -" Nielsen em agosto de 2015. Logo após várias séries dominantes nas qualificatórias europeias para o Major de Frankfurt, eles adotaram o apelido de OG. Eles ganharam sua primeira competição de Dota 2 no Major de Frankfurt em novembro de 2015, ganhando US$ 1 milhão em dinheiro. Apesar do desempenho ruim no Major de Xangai em março de 2016, a equipe se recuperaria e ficaria em primeiro lugar no Major de Manila em junho de 2016, tornando-se a primeira equipe a se repetir como campeã de um torneio de Dota 2 patrocinado pela Valve.

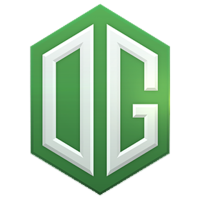
Logotipo original da OG utilizado até 2017

A equipe entrou no The International de 2016 como um dos favoritos após receber um convite direto, mas acabou terminando na decepcionante 9ª colocação. Em agosto de 2016, David "MoonMeander" Tan, Amer "Miracle-" Al-Barkawi e Andreas "Cr1t -" Nielsen deixaram a equipe, com Gustav "s4" Magnusson, Anathan "ana" Pham e Jesse "JerAx" Vainikka substituindo-os. Apesar do novo elenco, a OG venceu o Major de Boston em dezembro de 2016, dando-lhes o seu terceiro campeonato Major. Para o primeiro torneio Major depois de Boston, a OG avançou para as grandes finais do Dota 2 Asia Championships em Xangai, onde foram varridos em uma série melhor de cinco contra a Invictus Gaming. Depois disso, OG venceu o Major de Kiev em uma série melhor de cinco contra o Virtus.pro. No evento de Kiev, a equipe fez uma aparição no documentário True Sight da Valve.

#### As vitórias do The International (2018–2019)
Em maio de 2018, a organização contratou James "Swedish Delight" Liu para competir em Super Smash Bros. No mesmo mês, Tal "Fly" Aizik e Gustav "s4" Magnusson deixaram a equipe para se juntar a Evil Geniuses, com Roman "Resolut1on" Fominok se juntando ao VGJ.Storm. Devido a mudanças no elenco após o prazo, a OG não seria mais elegível para ser convidada diretamente para o The International de 2018 e nem para as qualificatórias regionais e seria obrigada a jogar através das qualificatórias abertas para conseguir o acesso. Precisando de três novos membros apenas algumas semanas antes do início das eliminatórias, a OG rapidamente contratou Topias "Topson" Taavitsainen, um recém-chegado à cena que nunca havia se apresentado em uma grande competição profissional antes do evento, e Sébastien "Ceb" Debs, que anteriormente era técnico do time, e o prodígio Anathan "ana" Pham, retornando ao time após sua pausa. Dado início as qualificatórias abertas, a OG precisou vencer dezenas de equipes em um formato "tudo ou nada", sendo apenas um jogo contra cada time e sem a possibilidade de repescagem. Apesar da maratona de jogos que precisaram enfrentar, a equipe conseguiu seu convite para The International de 2018. Depois disso, a OG foi colocada no grupo A da fase de grupos, terminando em quarto lugar com um recorde de 9-7, que os colocou na chave superior. Lá, a OG venceu todas as séries para avançar para as grandes finais. Enfrentando o vencedor da chave inferior e algoz da OG no ano anterior PSG.LGD, que OG acabava de derrotar nas finais da chave superior, venceu o primeiro jogo, mas perdeu os dois jogos seguintes. Precisando de outra vitória para evitar perder a série, OG forçou uma virada no final do quarto jogo e, posteriormente, ganhou o quinto jogo de forma semelhante, tornando-os campeões mundiais e ganhando mais de US$ 11 milhões. A equipe certamente era o azarão da competição, já que eles vieram das qualificatórias abertas e venceram algumas das equipes mais favorecidas e talentosas ao longo do caminho.  A vitória também quebrou a tendência histórica de times chineses vencendo o The International em anos pares. A grande final também foi documentada em True Sight e está disponível no YouTube.

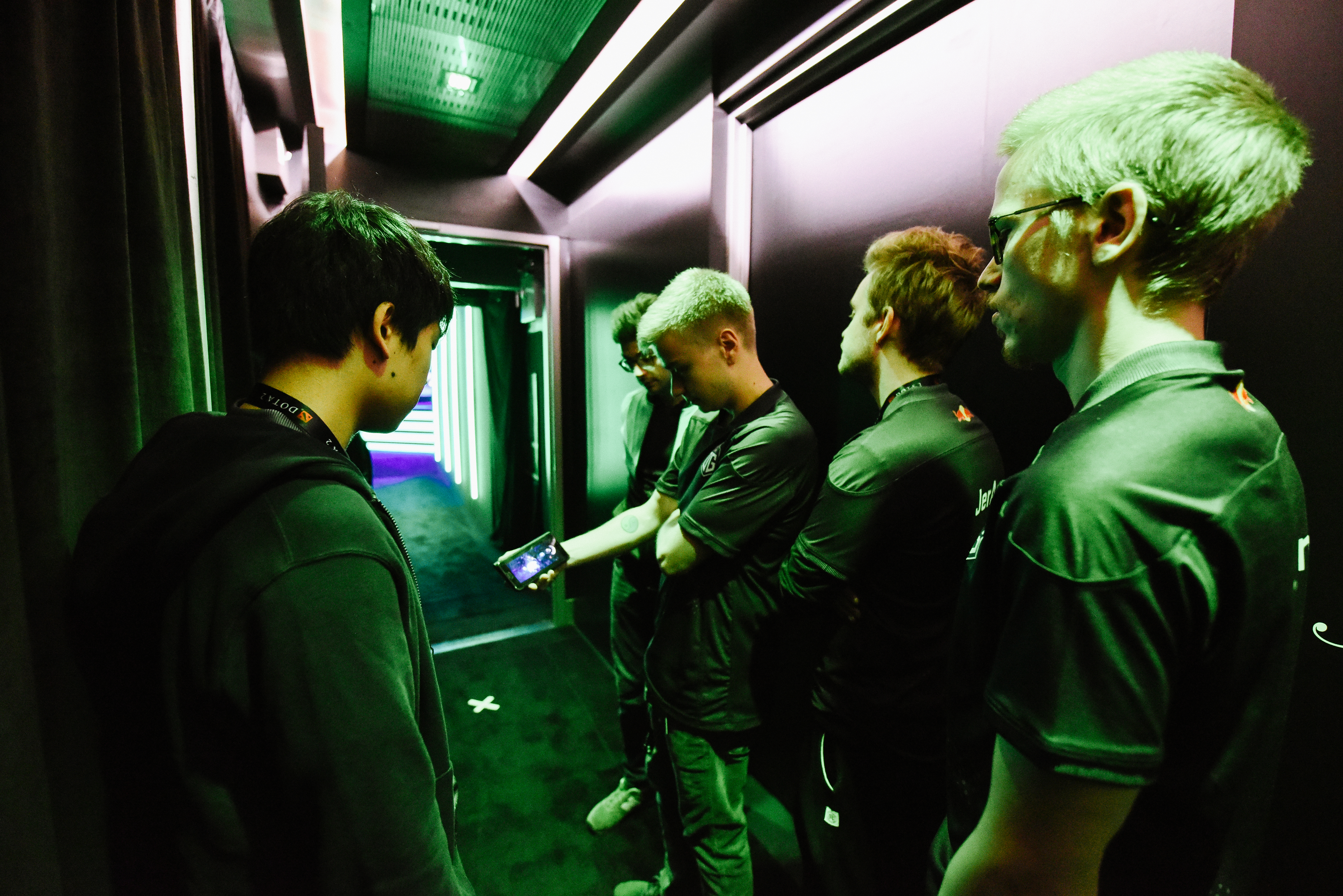
OG nos bastidores do The International de 2018

Em novembro de 2018, Anathan "ana" Pham novamente decidiu dar uma pausa no cenário profissional e a OG contou com o sueco Per Anders "Pajkatt" Olsson Lille e o russo Igor "iLTW" Filatov para substituirem ele até seu retorno em março de 2019. Em abril de 2019, a equipe jogou contra e perdeu para o OpenAI Five, um grupo de robôs de inteligência artificial que aprenderam a jogar o jogo inteiramente por meio de aprendizado de máquina, em uma série de exposições ao vivo em São Francisco. Mais tarde naquele mês, Titouan "Sockshka" Merloz substituiu Cristian "ppasarel" Banaseanu como treinador da equipe.
A equipe recebeu um convite direto para o The International de 2019 ao terminar entre os 12 melhores do Circuito Profissional de Dota (CPD) daquela temporada. Lá, eles ficaram 14–2 na fase de grupos, avançando na chave superior antes de derrotar a Team Liquid na grande final por 3–1, tornando-se o primeiro campeão repetido do The International, recebendo US$ 15,6 milhões de uma prêmiação total de US$ 34 milhões.

#### Reestruturação (2020–presente)
A equipe de Dota 2 passou por várias mudanças em janeiro de 2020, com Anathan "ana" Pham saindo para outro hiato prolongado até a próxima temporada do Circuito Profissional de Dota, Jesse "JerAx" Vainikka anunciando sua aposentadoria, e Sébastien "Ceb" Debs deixando o elenco ativo para ajudar a se concentrar no desenvolvimento de outros jogadores da equipe. Para substituí-los, a equipe contratou Yeik "MidOne" Nai Zheng, Martin "Saksa" Sazdov e Syed "Sumail" Hassan. Este último foi dispensado da equipe em julho de 2020, com Sébastien "Ceb" Debs substituindo-o como jogador.
Em março de 2021, Yeik "MidOne" Nai Zheng foi removido do elenco, com ana retornando brevemente antes de anunciar sua aposentadoria em junho. Pouco depois, a equipe renovou com Syed "Sumail" Hassan. OG se classificou para o The International de 2021 por meio de qualificatórias regionais, mas foi eliminado por 2 a 0 na chave inferior para a eventual campeã do torneio Team Spirit. Em novembro de 2021, o elenco sofreu mudanças significativas quando Syed "Sumail" Hassan e Martin "Saksa" Sazdov foram dispensados, Sébastien "Ceb" Debs anunciando sua aposentadoria do jogo profissional, enquanto Topias "Topson" Taavitsainen e Johan "N0tail" Sundstein deixaram o elenco ativo e decidiram fazer uma pausa na cena profissional.
Em novembro de 2021, a OG anunciou um elenco totalmente novo composto por Artem "Yuragi" Golubiev, Bozhidar "bzm" Bogdanov, Ammar "ATF" Al-Assaf, Tommy "Taiga" Le e Mikhail "Misha" Agatov, que já havia atuado como o treinador da equipe. Em maio de 2022, OG se classificou e participou do ESL One 2022 Stockholm Major, com Sébastien "Ceb" Debs e Johan "N0tail" Sundstein substituindo Misha e o treinador Evgenii "Chuvash" Makarov, respectivamente. Através da chave inferior, OG ganhou seu quinto Major de Dota 2, derrotando a TSM FTX por 3–1 nas grandes finais. Em agosto de 2022, a equipe obteve mais um sucesso no ESL One Malaysia 2022, derrotando a chinesa Team Aster por 3–0 na grande final com Evgenii "Chuvash" Makarov substituindo Mikhail "Misha" Agatov devido a problemas de visto.